# Велиев, Махи Джуми оглу
Махи Велиев (1927, село Ашагы-Яглевенд, Карягинский уезд, Азербайджанская ССР — 2009) — бригадир хлопоководческой бригады колхоза имени XXIII съезда КПСС Физулинского района, Азербайджанская ССР. Заслуженный работник сельского хозяйства Азербайджанской ССР.

## Биография
Махи Джуми оглу Велиев родился в 1927 году в селе Ашагы-Яглевенд Карягинского уезда в семье крестьянина. После окончания курсов работал в колхозе колхозником, потом возглавил бригаду.
С 1944 года колхозник, звеньевой, бригадир хлопоководческой бригады.
В 1953 году заочна закончил сельскохозяйственный техникум.
Указом Президиума Верховного Совета СССР от 11 января 1972 года за особо выдающиеся успехи и получение высокого урожая Маху Велиеву присвоено звание «Мастер хлопка» с вручением ордена Ленина.
Задание девятой пятилетки (1971—1975) бригадой было выполнено досрочно — за четыре года и четыре месяца.
План двух лет десятой пятилетки (1976—1980) бригада М. Д. Велиева сдала к 60-летию Октябрьской социалистической революции. Выполнение плана по производительности труда составило 150 процентов.
7 декабря 1975 года за большие успехи в развитии сельскохозяйственного производства награждён орденом Октябрьской Революции.
С 1980 года бригадир виноградарской бригады колхоза имени XXIII съезда КПСС Физулинского района, Азербайджанская ССР. Средний урожай, собранный Велиевим в колхозе составлял 200 центнеров винограда с одного гектара. Велиев был одним из передовиков виноградарства и сельского хозяйства в Азербайджанской ССР.
В 1966 делегат XXIII съезда КПСС, в 1968 делегат Всесоюзного съезда колхозников.
Участвовал во Всесоюзной выставке ВДНХ, где получил 2 золотые и 4 серебряные медали.
Вёл общественную работу — более 30 лет был депутатом райсовета, избирался членом Физулинского районного совета профсоюзов, делегатом XIV съезда профсоюзов СССР. Выйдя на пенсию, М. Д. Велиев был председателем местного совета ветеранов.
Ушел из жизни 11 января 2009 года в родном селе.

## Награды
- Орден Ленина;
- Орден Трудового Красного Знамени;
- орден Октябрьской Революции;
- Заслуженный работник сельского хозяйства Азербайджанской ССР